# Angela Zigahl
Angela Zigahl (* 25. Dezember 1885 in Dirschel, Landkreis Leobschütz; † unbekannt, vermutlich 1955) war eine deutsche Lehrerin und Politikerin (Zentrum).

## Leben
Angela Zigahl besuchte die Volksschule in Dirschel, das Lyzeum in Ratibor und das Oberlyzeum in Duderstadt. Nach dem Schulabschluss studierte sie Philosophie, Deutsch, Geschichte, Erdkunde und Volkswirtschaftslehre an den Universitäten in Bonn, München und Münster. Im Anschluss trat sie in den preußischen Schuldienst ein und war als Studienrätin am Oberlyzeum in Neiße tätig.
Zigahl war von 1918 bis 1925 Stadtverordnete in Neiße. Im Dezember 1924 wurde sie in den Preußischen Landtag gewählt, dem sie bis zu dessen Auflösung im Herbst 1933 angehörte.
1946 lebte sie in Fulda. Nach 1945 gehörte Zigahl der sogenannten Sonne Kommission an (s. Hans Christian Sonne). Die Kommission erstellte ein (umstrittenes) Gutachten (Sonne-Report) zur Integration der Geflüchteten. Der 14-köpfigen Kommission gehörten neben Zigahl u. a. eine Reihe von US-Amerikanern, Reinhold Nimptsch, Friedrich Schäfer, Ludwig Neundörfer, Siegfried Palmer und Günter Schmölders an.
1954 kandidierte Zigahl für die CDU bei den Wahlen zum Hessischen Landtag.